# 伊曼布爾雷克河
53°39′50″N 67°14′28″E / 53.6639°N 67.2411°E
伊曼布爾雷克河是哈薩克斯坦的河流，位於該國北部北哈薩克斯坦州，處於首都努爾-蘇丹西北面400公里，屬於伊希姆河的右支流，河道全長177公里。

## 外部連結
- Imanburlyk sa Geonames.org (cc-by); post updated 2012-06-05; database download sa 2015-05-23